# Promontory
Promontory é uma comunidade não-incorporada localizada no estado norte-americano, Utah, no Condado de Box Elder.
Está situada ao norte do Grande Lago Salgado, 51 km à oeste de Brigham City e 107 km à noroeste de Salt Lake City.
Promontory é notavelmente conhecida como o local onde a Primeira Ferrovia Transcontinental foi oficialmente concluída em 10 de maio de 1869, com a cerimônia da "Cavilha de Ouro", ligando as ferrovias Union Pacific e Central Pacific. Promontory foi por um breve período uma cidade temporária durante a construção da ferrovia, mas ela foi demolida, e desde aquela época não possui população permanente.
Desde 1957 o local tem sido preservado como parte do Sítio Histórico Nacional da Cavilha de Ouro.

## Marco histórico
Promontory possui apenas uma entrada no Registro Nacional de Lugares Históricos, o Sítio Histórico Nacional da Cavilha de Ouro, designado como marco histórico em 15 de outubro de 1966.